# Eueides libitina
Eueides libitina är en fjärilsart som beskrevs av Otto Staudinger 1885-1888. Eueides libitina ingår i släktet Eueides och familjen praktfjärilar. Inga underarter finns listade i Catalogue of Life.